# Overgame
Overgame est un webzine français consacré au jeu vidéo, créé en novembre 1996 par la société Creanet puis revendu en décembre 1997 à la société d'édition L’île des Médias. 
Le magazine traite des grandes sorties et tendances du monde vidéoludique.

## Historique
À partir des années 2000, le site web revendique un regard décalé sur l'actualité, un traitement de fond des sujets et une indépendance éditoriale (pas de publicité pour des jeux ou des consoles)[réf. nécessaire]. Une des accroches du site est : « Overgame, un autre regard sur les jeux vidéo ».
Suivant l'expansion de la "bulle" internet, la société recrute alors du personnel pour renforcer son équipe éditoriale. C'est dans ce contexte qu'arrivent tour à tour François de La Boissière (Bliss), Sébastien Kohn (Seb), Mathieu Micout (Matoo), Ivan Dubessy (Dubz) et Jean-Baptiste Serre (JB). Les deux principaux contributeurs sont les journalistes Eric Simonovici (rédacteur en chef) et François Bliss de La Boissière. Renaud de La Baume est le directeur de la publication.
En 2008, la fréquentation mensuelle est de 52 000 lecteurs uniques réels. 70 % de son lectorat est âgé de plus de 25 ans.
Le site Overgame ferme une première fois ses portes au mois d'août 2009.
Le site a été repris par l'un de ses fondateurs. Le site est relancé en 2011, avec la publication d'un billet intitulé "Overgame is Back".